# Spalangia gonatopoda
Spalangia gonatopoda är en stekelart som beskrevs av Sven Ingemar Ljungh 1823. Spalangia gonatopoda ingår i släktet Spalangia och familjen puppglanssteklar.
Artens utbredningsområde är Sverige. Arten är reproducerande i Sverige. Inga underarter finns listade i Catalogue of Life.